# イランの芸術
ペルシアの芸術（ペルシアのげいじゅつ）とは、イラン文化圏における芸術をさし、この地域は現在のイラン・アフガニスタン・タジキスタン・アゼルバイジャン・ウズベキスタンとその周辺にまたがり、世界史上もっとも豊かな芸術遺産を残す地域のひとつである。そこでは建築・絵画・織物・陶芸・書道・金属工芸・石彫などの分野で技芸の修養が続いている。なお『イラン』は、この文化圏の中心に現在位置する一国家とその主要民族の名称であるが、ペルシア帝国時代より現代まで伝わりこの地域に共通の基盤をもつ文化を叙述するさいには現在でもイランではなく『ペルシア』を冠する場合がある。

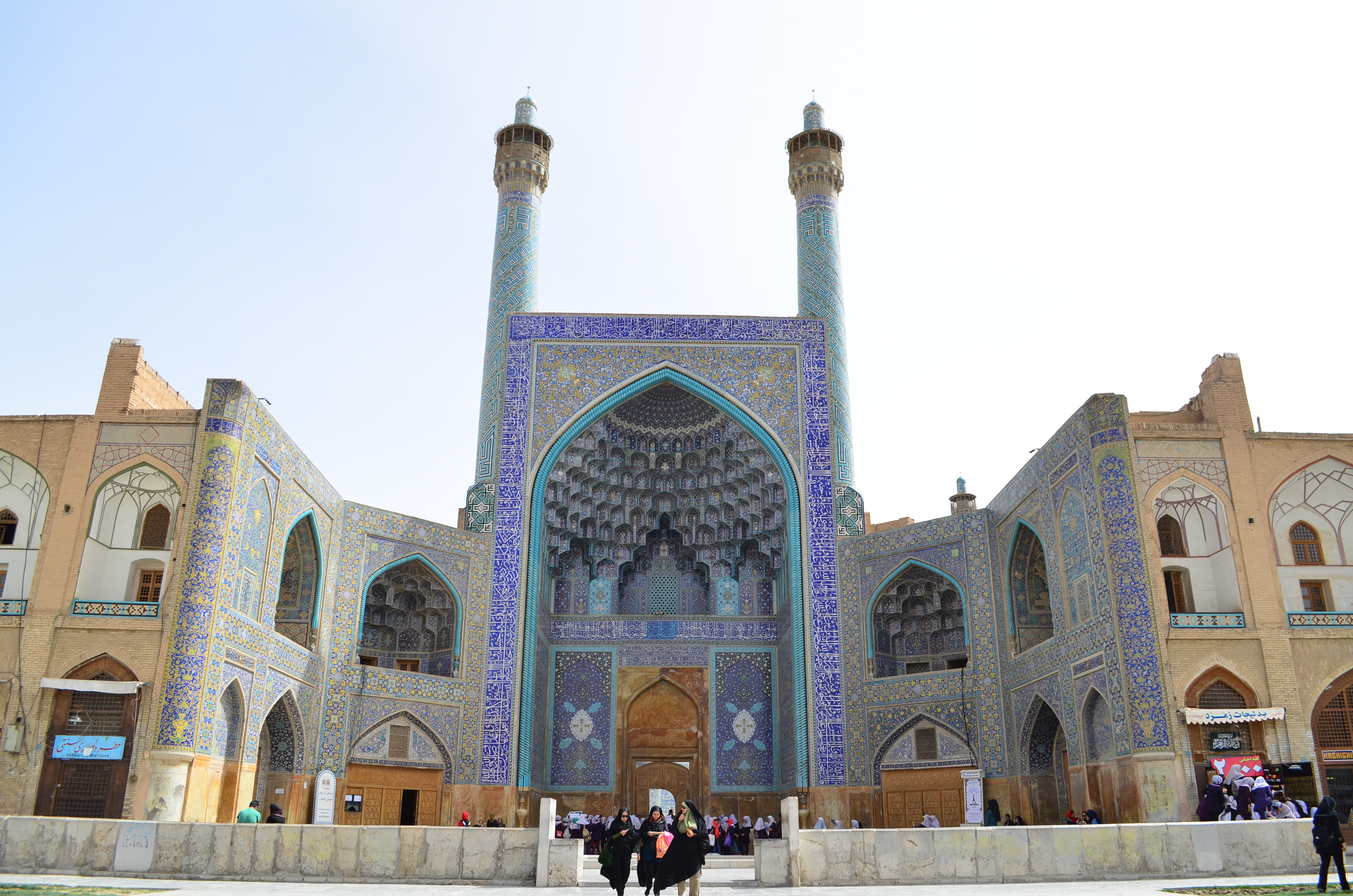
エスファハーンの「イマームのモスク」（17世紀）

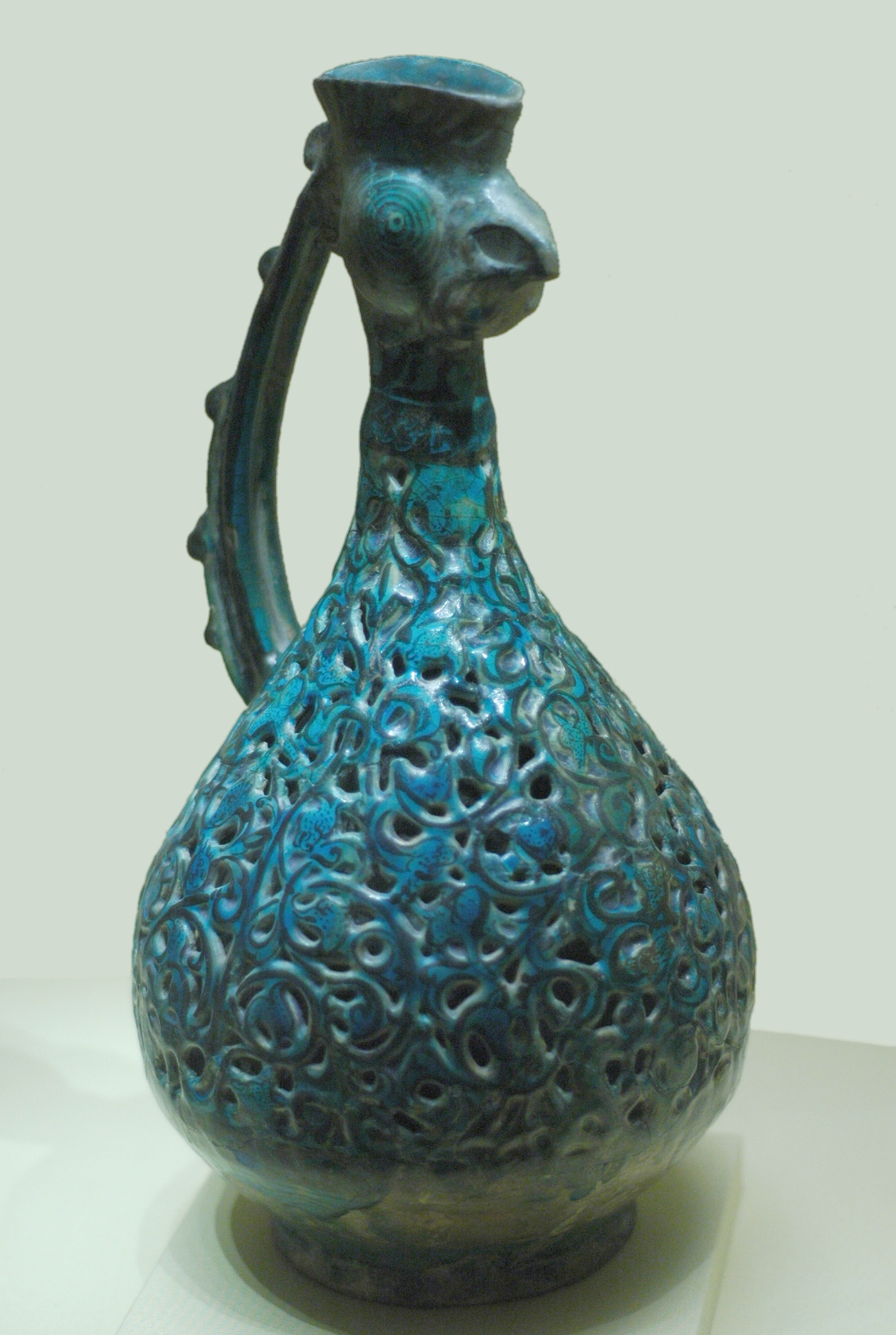
磁器（13世紀）

## 工芸

### ペルシア絨毯

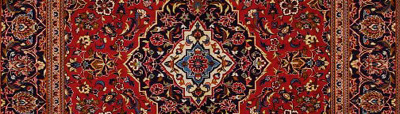
ペルシア絨毯は現在でもその伝統を守り、織糸の繊維から色彩（染色）に至るまで天然素材を元に何ヶ月もかけて手作業で作られる。

イランの絨毯織の技能はこの伝承において人々が天賦の感覚を発揮した文化や習慣に根ざしている。織り手は無数の色彩をエレガントなパターンに織り上げる。イランの絨毯の図柄は、花が咲き乱れ数々の鳥や獣が遊ぶペルシア庭園のようである。
染料の原料は野生の花が多く、その色はワインレッドやネイビーブルーにアクセントとなるアイボリーなど実に豊富である。織りあがると紅茶で洗い生地を柔軟にするが、この工程でペルシア絨毯特有の風合いが増す。絨毯の産地毎に模様のパターンやデザインはさまざまである。またガッベーやゲリーム（ペルシャ風キリム）のような絨毯は織り方やノット数にバリエーションがある。
これらの絨毯の織にみられる類稀な職人気質やシルク地に、玄奘三蔵、ジャン＝バティスト・タヴェルニエ、ジャン・シャルダンなどは深い関心を寄せてきた。

### 陶磁器

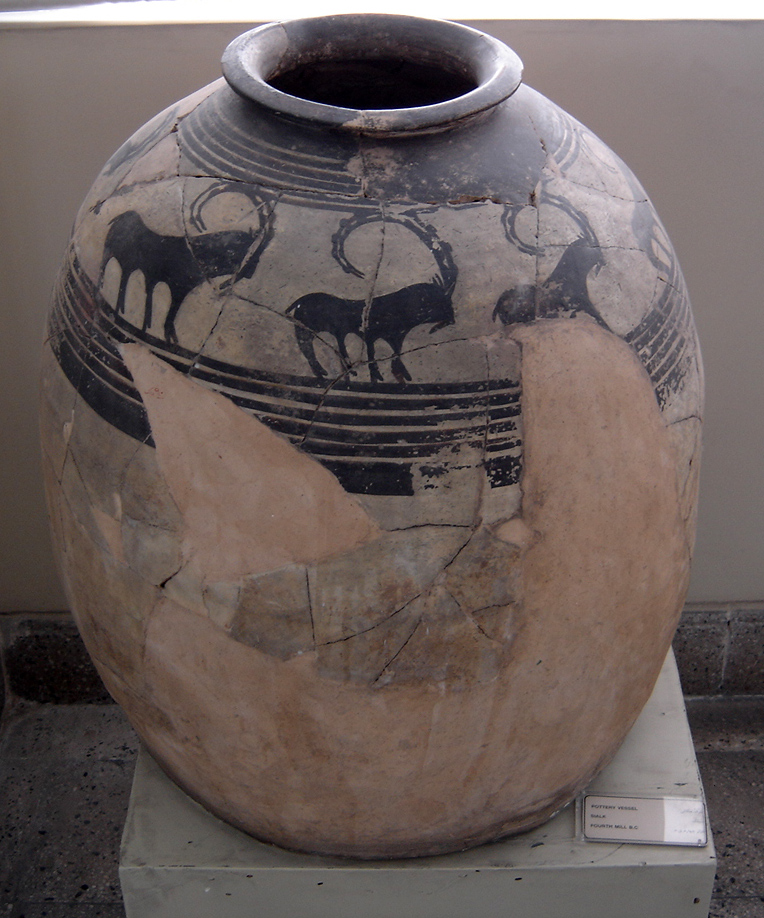
壺(陶器)、紀元前4千年紀。イラン国立博物館（National Museum of Iran、テヘラン）のシアルク・コレクション

考古学者のロマン・ギルシュマンは「この人々（イラン人）の嗜好と才能は、陶器の意匠をとおしてみられるのだ」と評する。
イラン各地に数多くみられる遺跡や歴史的遺物には、ほとんど必ずといってもよいほど卓越した品質の陶磁器がみられる。シアルクやジーロフト（Jiroft culture）の遺跡からは壺だけでも山のように出土する。
ペルシア文学は陶芸家（kuzeh gar）という職業に特別な地位を与えてきた。

### タイル画

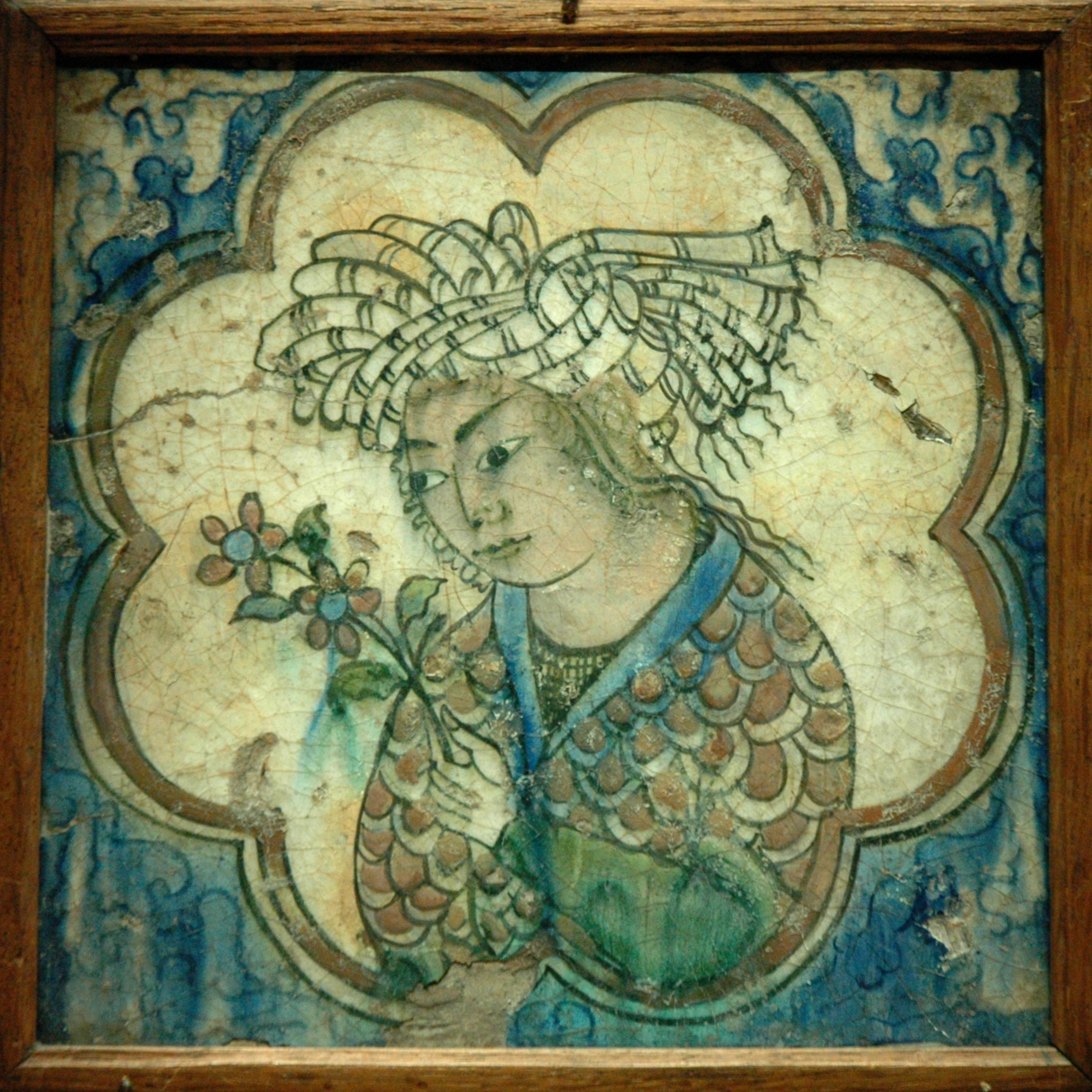
若い女性を描いたタイル画

イランの代表的タイル画は、エスファハーンのブルーモスク（イマーム・モスク、金曜モスクなど）で見ることができる。かつてはカーシャーン（Kashan, 『タイルの地』の意）とタブリーズがイランのモザイクやタイル産業の2大中心であった。

### 文様
長い間イラン美術は独特のパターン文様を発達させ、工芸品の装飾に応用してきた。これらのモチーフは以下のとおり。
- 祖先の遊牧生活に着想（ゲリームやガッベーに用いられる幾何学文様など）
- イスラム教の影響、さらに進んだ幾何学文様
- 東洋風だがインド・パキスタンの様式とは一線を画す。

### 金属工芸
- ルリスタン青銅器
- ガラム・ザニー
- ミーナ・カーリー

### ハータム・カーリー

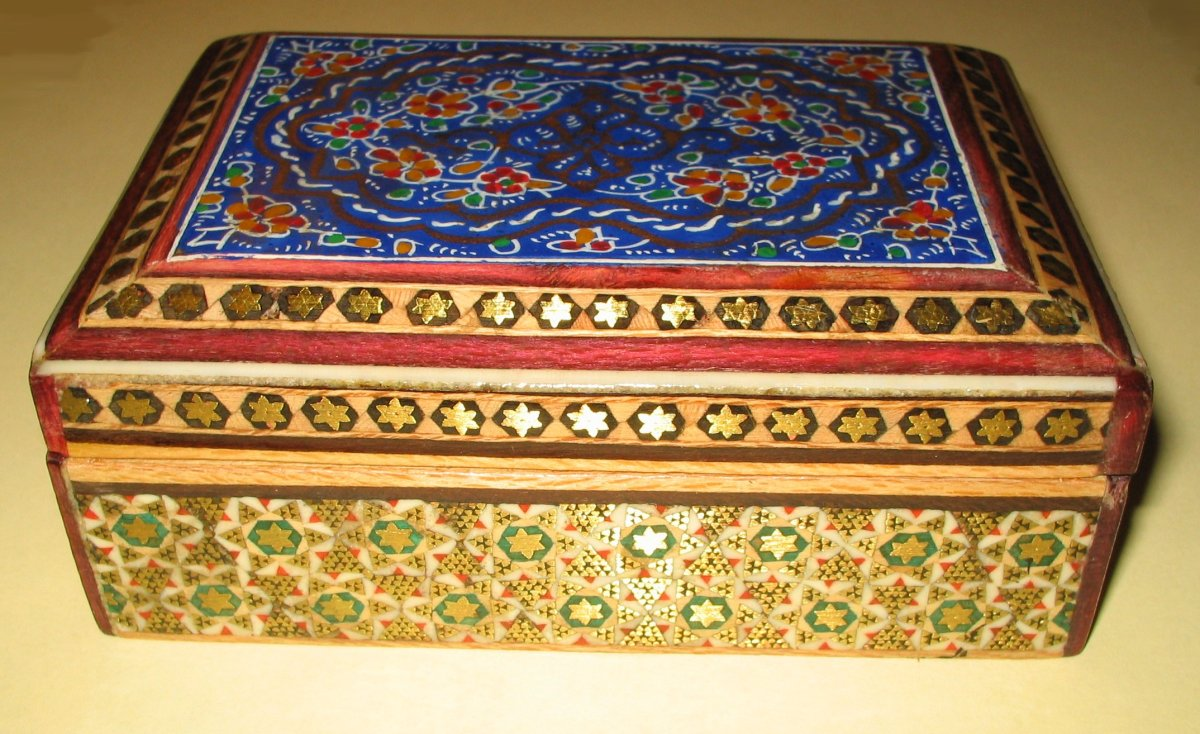
ハータムカーリー（伝統的寄木張り細工）の一例

サファヴィー朝になると繊細で綿密な造作のハータムカーリー（寄木張り象嵌細工）の制作がはじまり、宮廷で大変もてはやされて、この技芸が音楽や絵画とならんで王子たちの教養科目になった。その後18-19世紀には象嵌人気は下火となったが、パフラヴィー朝のレザー・シャーがてこ入れして工芸学校をテヘラン、エスファハーン、シーラーズに開設した。

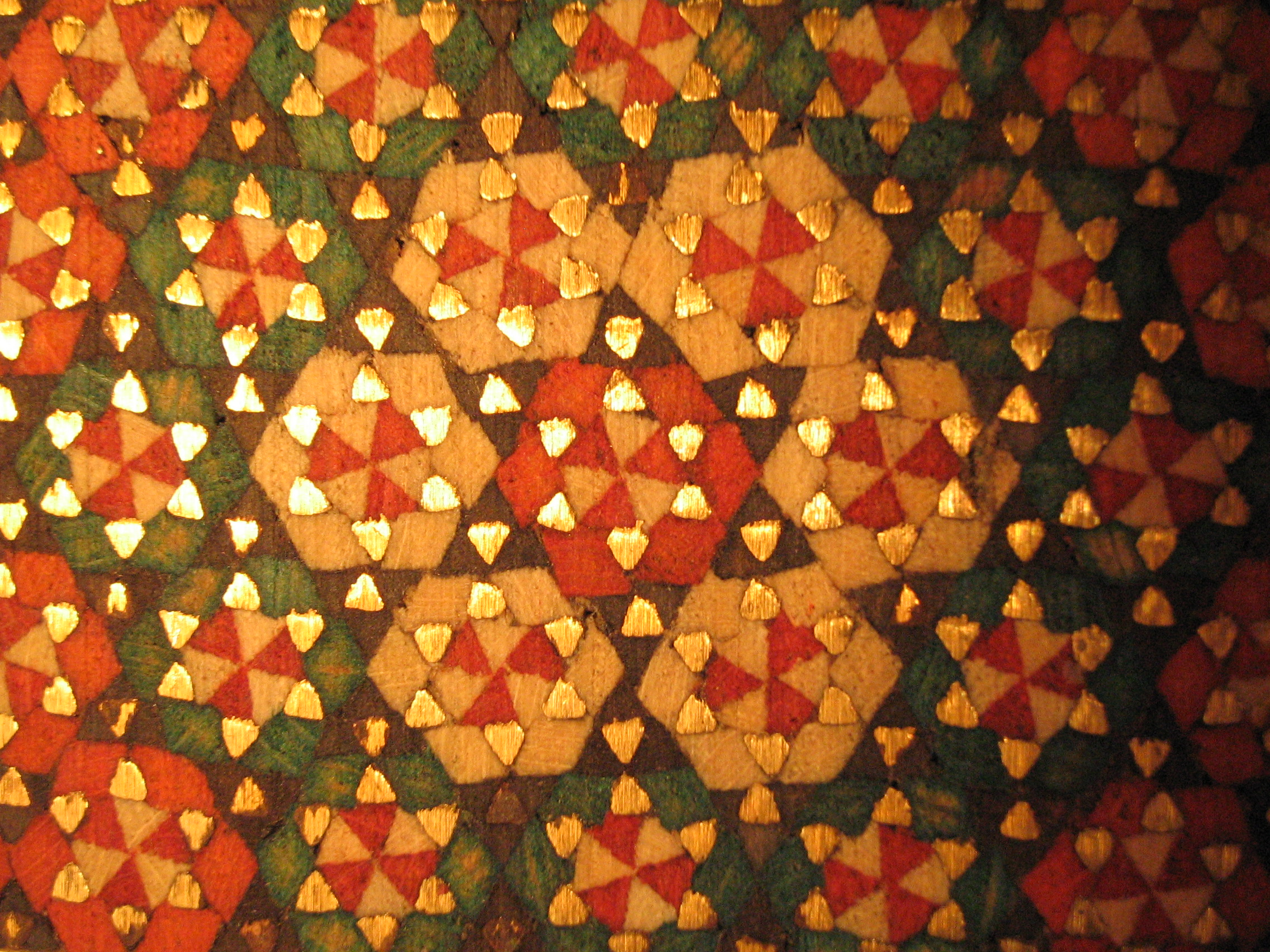
ハータムカーリーの装飾

この工芸はパターン装飾（星形が多い）を施すもので、使われる材料は木（黒檀、チーク、ナツメ、オレンジ、ローズウッド）、真鍮（金色の部分）、ラクダの骨（白色の部分）などである。蒐集用の高級工芸品には金・銀・象牙が使われる。木を3角形断面の細棒に加工し、糊付けして加工した他の材料ともども緻密に直径70cmの円柱に組み上げて、6角形に内接した六芒星のモチーフが円柱の横断面に出来上がるという段取りである。このようにしてできた円柱を切断して短くし、2枚の木板の間に挟んで圧力を加えながら乾燥したのち、最後に各1mm厚のシート状になるよう切断する。太い金太郎飴の薄切りを想像してもらえばよいだろう。装飾するものの表面にこれを糊付けし、ラッカー塗装で仕上げる。このシートを加熱すると柔軟になり、装飾するものの外形に合わせて変形することができる。
このようにしていろいろな物を装飾するが、その一例は箱、チェス盤、額縁、喫煙用のパイプ、机、楽器である。寄木張りを細密画に使うこともある。
かつて中国より伝来した技術にペルシア流のノウハウを加味して、この工芸はもう700年以上も連綿と続き、今でもエスファハーンやシーラーズに息づいている。

### その他の手工芸
- ギーヴェ、Galesh
- ガラム・カーリー
- テルメ

## 美術

### 絵画と細密画

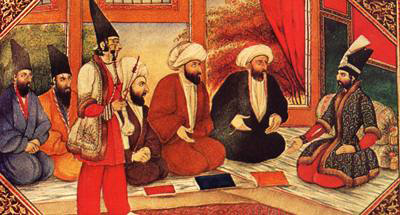
謁見の場の法学者たち、ガージャール朝時代の絵画様式

東洋学者のバジル・グレーの評によれば、「イランはこれまで独自〔ママ〕の美術を世界に提示してきたが、そのユニークさにこそ価値がある。」
イランのロレスターン州の洞穴には、動物と狩猟の様子を描いた壁画が残っている。ファールス州やシアルクにある洞穴の壁画は5,000年以上も昔のものである。
イランの絵画はビフザードらの画家が新しい技法を生み出したティムール朝の時代に頂点に達したとみられる。
ガージャール朝時代の絵画は、ヨーロッパ絵画の影響とレザー・アッバースィーが主導したサファヴィー朝時代の細密画（ミニアチュール）派の様式を盛り込んだものである。カマル・アルモルク（Kamal-ol-molk）のような宮廷画家は、ヨーロッパ絵画の影響をイラン絵画にさらに深く投射した。ガージャール朝時代には「ガフヴェハーネ派」が出現した。ここではシーア派興隆の叙事詩の断章をよく主題にした。

### レリーフと彫刻

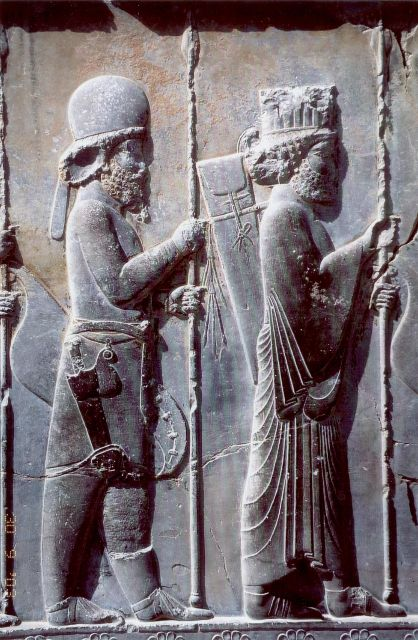
ペルセポリス「アパダナ」（ダレイオス大王謁見の間）北階段のレリーフ（部分）

レリーフ彫刻の歴史は紀元前にさかのぼる。エラム語のレリーフは古代ペルシアでレリーフ制作の中心地であったペルセポリスでみることができる。

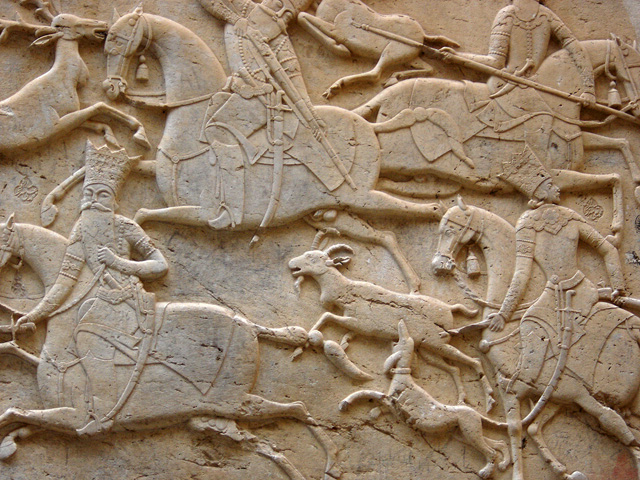
タンゲー・サヴァシ（Tangeh Savashi）にあるレリーフ、ガージャール朝時代ファトフ・アリー・シャーの命により制作

## 音楽
有史時代に入って以来、イランでは各種楽器の演奏を伴う独特の音楽が発達してきた。この楽器群には、洋の東西で現代人が使う楽器の原型がいくつもみられる。
音楽家がイラン史に初めて出現するのは、紀元前3千年紀のスーサとエラムである。ビシャープール(Bishapur) の古代遺跡などのレリーフ・彫刻・モザイクは、当時の音楽文化を生き生きと表現している。
ペルシアの伝統音楽(Persian traditional music) はガージャール朝のナーセロッディーン・シャーの時代から近現代音楽へと変貌した。シャーが開設を命じた「ダーロル・フヌーン」に職人親方はみな集い、楽器をデザイン・制作した。

## 文学

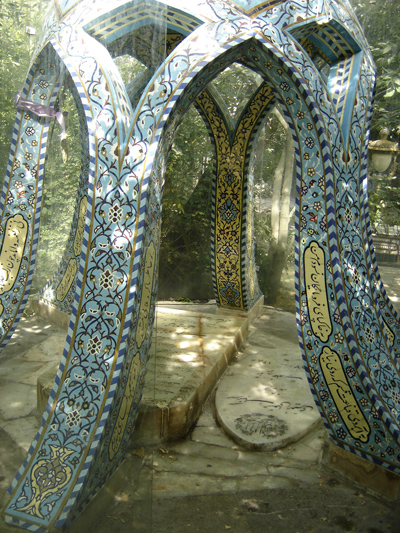
イランには詩人や音楽家の墓が数多い。これはそのひとつでラヒ・モアーイェリ（Rahi Mo'ayyeri）の墓である。イランの芸術的遺産の厚みを物語る。

イラン人の才能を端的に表現する材料としてペルシア文学ほど格好のものはなさそうである。散文にも好作品は多いが、本命は定型詩である。千年以上の長きにわたり栄華をみたペルシア文学はペルシア（イラン）本土ばかりではなく国外でも高い評価を受け手本とされてきた。トルコとインドの文学はこの影響下で発達した。

## 建築
イランの建築は過剰なほどの過去の伝統と遺産を踏襲している。歴史学者のアーサー・ポープは「ペルシア建築の素晴しさは、その優れた技巧性にある。人を威圧するものではないが、威厳があり壮麗で印象深い」と評する。
この言葉を借りるまでもなく、古代ならペルセポリス、中世ならエスファハーンのマスジデ・イマームをマスジデ・シャーにイスラム革命後に改名など、この例には事欠かない。

## 書道

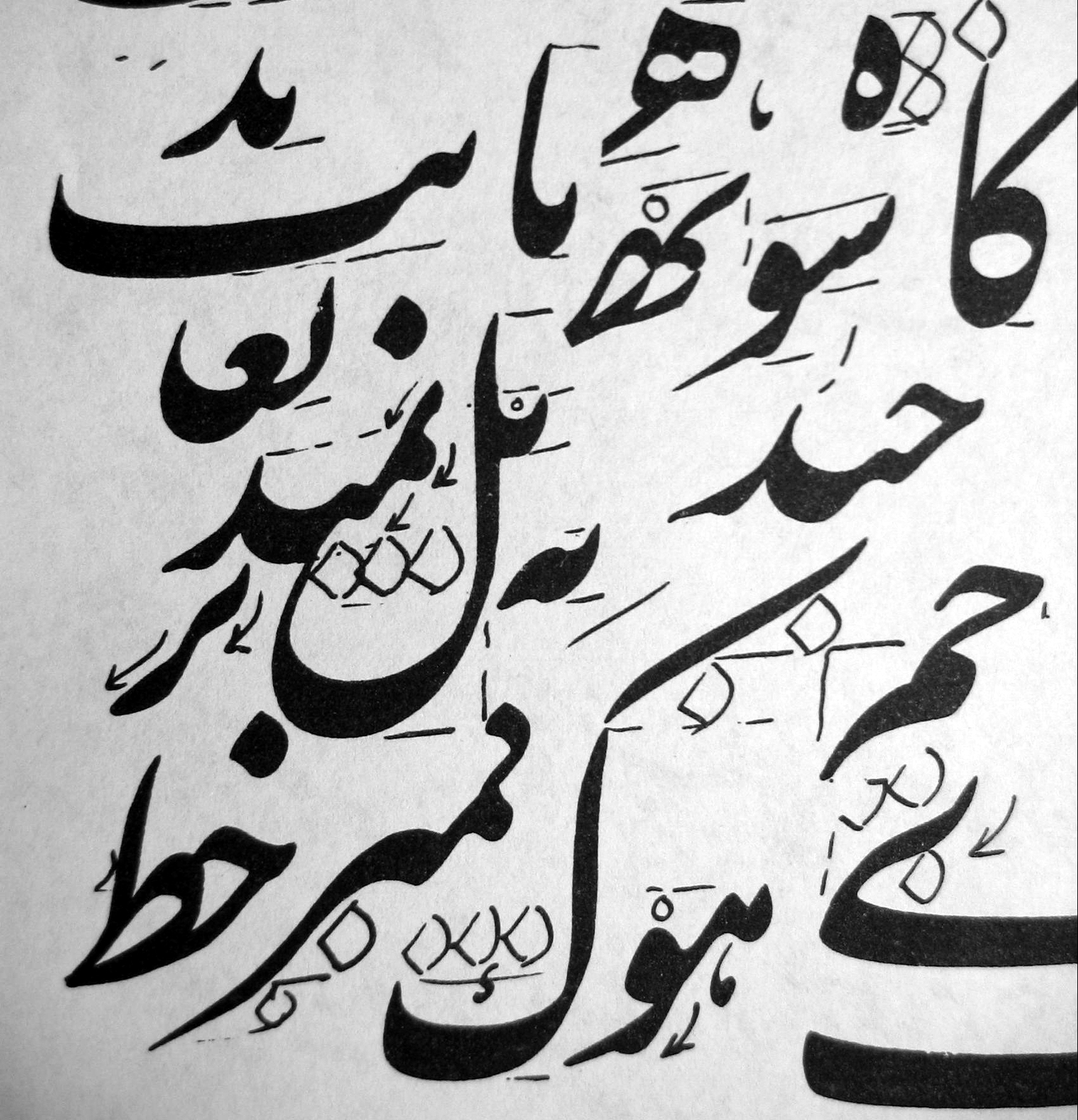
ペルシア書道には複数の書体がある。これはそのひとつ、ナスタリーク体のプロポーションを示したもの

ウィリアム・ダラントというアメリカの歴史家によれば「古代イラン語は36文字あり、粘土板ではなく羊皮紙にペンで記述した」という。かなりはやくから羊皮紙を使用し、また書が重んじられたらしい。陶芸作品や金属の壺、さらに歴史的建築物などには必ずといっていいほど書による装飾が施されている。
装飾写本、ことにクルアーンのほかシャー・ナーメ（王書）、ディーワーネ・ハーフェズ（ハーフェズ詩集）、ゴレスターン（薔薇園)、ブスターン（果樹園、サアーディ作）等の作品は、その繊細な書でもきわめて貴重なものと認識されている。それらは多量に流布し、世界中の博物館・美術館や個人コレクションに所蔵されている。ロシア・サンクトペテルブルクのエルミタージュ美術館、アメリカ・ワシントンD.C.のフリーア美術館などで実物を見ることができる。

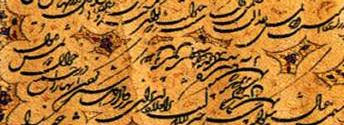
シェカステ体による書。サファヴィー朝時代の作品

書体の種類
- シェカステ体（ペルシア語版）
- ナスタリーク体
- ナスク体
- モハッカク体

## 映画
イラン映画は過去25年間に300の国際賞を受賞して世界中で賞賛されている。監督ではカンヌ映画祭パルムドールを受賞したアッバス・キアロスタミをはじめ、モフセン・マフマルバフ、マジッド・マジディなどが知られる。

## 演劇
「en: Persian theatre」も参照
イランの演劇には一般的に宗教劇、語り手が語る演劇、人形劇、影絵などといったスタイルがある。イランはそれらを通して、国の歴史、伝統、文化の重要性を訴えてきた。特に宗教劇に位置付けられるイマーム・ホセインの殉教劇（ターズイェ（英語版））はブワイフ朝から現在まで続く、歴史あるものである。現代では、イラン人作家の作・演出によるオリジナル作品から、欧米の古典劇や現代劇を翻案したもの、異文化間協働作品まで、実に多岐にわたる作品が上演されている。作品のテーマも、戦争・麻薬中毒・背信行為・女性・宗教的寛容など幅広い。作品のスタイルも現代的な社会劇から心理劇、パロディ、儀式劇、抽象劇まで及んでいる。
近年のイラン国内では、舞台芸術の支援が手厚くなり、若手の舞台芸術家たちが活躍している。政府はこのような支援と並行し、舞台芸術関連の民営化プロジェクトも行っている。その結果、2016年度には、個人資本による稽古場と公演会場が質・量ともに向上し、1年もしないうちにテヘランに私営の公演会場が30ヶ所以上も増えた。
公演会場の増加に伴い、公演の数も上昇している。2015年上半期の公演数が511であったのに対して、2016年度の同期は842公演を数えた。そのうち、410の公演がイラン人舞台芸術家によって書かれ、68作品が青少年向け、19作品が女性用である。このような演劇の他に街頭劇、戯曲朗読、ターズィエ等が活発に上演されている。
国内では演劇関連のフェスティバルやイベントも開催されている。
毎年4月にはファジル国際舞台芸術祭（FITF-Fajir International Theatre Festivel）が行われる。数々の国内外の舞台作品と街頭劇が上演されている他、ワークショップも行われ、人材育成にも取り組んでいる。
5月にはイラン演劇の第二月（Ordibehesht of Iranian Theatre）というフェスティバルが開催されている。
モバーラク国際人形劇フェスティバル（Mobarak International Puppet Theatre Festival）は、2年に一度8月に開催されている。イランは人形劇の長い伝統を誇っている。2016年度のこのフェスティバルは「世界の平和と安全」をモットーに掲げて開催された。イランの他にオランダ、ドイツ、ロシア、インド、チェコ、アフガニスタン、日本より参加者が集い70のパフォーマンスと45の舞台公演、30以上の野外劇が行われた。
毎年9月には、マリヴァン街頭劇フェスティバル（Marivan Street Theatre Festival）が開催されている。2017年度には第12回目のフェスティバルがクルディスタンで開催された。
同月に、伝統劇と儀礼祭の祭典（Fetival of Traditional and Ritualistic Theatre）とイラン評論家協会年次演劇フォーラム（Annual celebration of Ctiric's Association of Iran's Theatre Forum）も開催されている。2017年度はそれぞれ第18回目と15回目がテヘランで開かれた。
毎年12月には、障がい者のための国際舞台芸術祭（International Festival of Theatre for Persons with Disabilities）が開かれている。2016年度はエスファハーンで、2017年度はビールジャンドで開催された。この演劇祭は、障がいのある人たちのために平等な社会的・文化的・教育的機会を生み出すことの重要性を提起し、彼らが異文化間で協働して行う新規開拓事業に積極的に関わることを目的としている。
その他にも、2016年10年にはイランの文化・イスラーム指導省とその管轄下にある演劇芸術センターによって第1回西アジア北アフリカ諸国パフォーミングアーツ・ディレクターズ・ミーティングがテヘランで主催されたり、12月には第23回国際児童・青少年舞台芸術祭（The 23ed International Children and Youth Theatre Festival）がハマダーンで行われたりした。
トロント大学演劇ドラマ・シアターパフォーマンス研究センター博士課程在籍中のムーサヴィー・マルジャンは、注目すべき作品や資料を以下のように挙げている。
【翻案作品】
ハーミド・アムジャードによる『三人姉妹』（原作＝アントン・チェーホフ）
モハンマド・レザーイー・ラードによる『原作・モルフィ公爵夫人』（原作＝ジョン・ウェブスター）
ムハンマド・ヤゴービーによる『ピローマン』（原作＝マーティン・マクドナー）
レザー・ゴーラーンによる『眠れ良い子よ』（原作＝ヨン・フォッセ）
ホマーユーン・ガニーザーデ作『ミシシッピ氏は座ったまま死んだ』（原作＝フリードリヒ・デュレンマット作『ミシシッピ氏の結婚』）
【演劇】
エルファーン・ハッラーギー作・演出による『生肉食い』
アミール・レザー・クーへスター作・演出の『ヒアリング』
アリー・レザー・ナーデリー作『前線の後ろで囁く人々』
アーラーシュ・アッバースィー作『父たち、母たち、子どもたち』
ハミードレザー・ナエィミー『ソクラテス』
レザー・セルヴァディー『リスト』
H.プール・アーザリーとS.エヘサーイー作『曇りの家』
【出版やサイト】
ルーホッラー・ジャーファリーの『文化』と『演劇と娯楽』
演劇芸術の公式サイトirantheater.ir（ペルシア語・英語）